# Арсеньев, Дмитрий Николаевич (полковник)
Дми́трий Никола́евич Арсе́ньев (1779—1846) — полковник лейб-гвардии Уланского полка, позже камергер.

## Биография
Из дворянского рода, восходившего к XVI в. Родился 21 ноября (2 декабря) 1779 года в семье генерал-майора, героя штурма Измаила Николая Дмитриевича Арсеньева и жены его Веры Ивановны (урождённой Ушаковой). На службу был зачислен в 1782 году в Архангелогородский пехотный полк.
В 1783 году переведён сержантом в Измайловский полк, а 8 (19) февраля 1796 года переведен вахмистром в лейб-гвардейский Конный полк (вероятно, действительная служба началась лишь с этого момента) и в том же году произведён в корнеты, а в 1799 в поручики.
23 ноября (5 декабря) 1800 года отстранён от службы, 28 января (9 февраля) 1802 года определён в Кавалергардский полк и произведен в штабс-ротмистры. 18 (30) декабря того же года отстранён от службы с мундиром. В 1807 году принят майором в Польский уланский полк.
В том же году был в походах: 24 мая (5 июня) в Пруссии в сражениях под Гуттштадтом, 25 мая (6 июня) в преследовании неприятеля до реки Пасарги, 26 и 27 мая (7 и 8 июня) в перестрелке и стычках при реке Пасарги, 28 мая (9 июня) у прикрытия марша арьергарда и при отражении неприятеля у переправы под Гуттштадтом, 29 мая (10 июня) под Гейльсбергом, в сражении под Фридландом, в прикрытии марша арьергарда до Тильзита с 30 мая (11 июня) по 7 (19) июня.
В 1809 году назначен адъютантом к принцу Голштейн-Ольденбургскому. В 1810 году произведён в подполковники с переводом в лейб-гвардейский Её Величества Уланский полк, с оставлением при прежней должности адъютанта, в 1811 году произведён в полковники, а 15 (27) декабря 1812 года пожалован флигель-адъютантом. 10 (22) декабря 1815 года уволен со службы с мундиром. Впоследствии был пожалован в камергеры и состоял при великой княжне Екатерине Павловне (королеве Вюртемберга), сопровождал её в поездках в Веймар.
Был помещиком (25 душ) в Порховском уезде Псковской губернии, в некоторых источниках называется также смоленским помещиком. Знал немецкий, французский и итальянский языки. Был членом масонской ложи «Соединённых Друзей» (1817—1820).
В конце 1836 года имел какие-то деловые отношения с А. С. Пушкиным. Сохранились письма Арсеньева к Пушкину.
Умер в 1846, похоронен на кладбище Данилова монастыря в Москве, ликвидированном в 1931 году, могила не сохранилась.

## Семья
Был женат на фрейлине графине Александре Михайловне (урождённой Каховской, дочери генерала от инфантерии графа М. В. Каховского), имел двух сыновей: Николая (06.04.1803—09.06.1859; поручик, скончался от восполнения в груди в Париже, похоронен на Монмартре) и Евгения (1808—11.09.1854; майор, скончался от болезни печени; похоронен на городском кладбище в Лангеншвальбахе), и дочь Софью (21.01.1805), крестница тетки П. Н. Арсеньевой.